# Волокитин, Николай Иванович (1835)
Николай Иванович Волокитин (1835—1893) — журналист, прозаик.

## Биография
Сын купца. Получил домашнее образование. Учился на медицинском факультете Московского университета (с 1855), но в 1859 был исключён с 4-го курса за невзнос платы за обучение. Увлекался ботаникой, опубликовал брошюру «Цинхона в её ботаническом и медицинском значении» (1856) и ряд статей в «Журнале садоводства» (1856―1857). После публикации в газете «Современность и экономический листок» (1860) поддельного письма В. Гумбольдта переехал в Петербург. В 1860―1861 гг. помещал в журналах «Русский педагогический вестник», «Учитель», «Основа», «Рассвет» публицистические статьи, рецензии, переводы с английского, в журнале «Заноза» (1864) ― юмористические сценки. Научно-популярные статьи и рассказы из журнала «Грамотей» («Знахарь» и «Проклятое болото» ― 1862, и другие ― под общим названием «Рассказы грамотея») были в 1873 году переизданы в Петербурге отдельными брошюрами («Между делом. Рассказы Афанасия о земле и о всем на ней находящемся», «Согрешил и покаялся. Рассказ из народного быта», «Не сказки, а сущая правда»). С 1864 года сотрудничал в газете «Петербургский листок», став одним из первых профессиональных русских репортёров: «Как репортёр, он … был всеведущим, и если кому в те годы принадлежало звание „короля репортёров,“ так это Волокитину». Волокитин был осведомителем Третьего отделения (1863―1865); пытаясь дезориентировать публику, утверждал, что распространившиеся слухи об этом касаются другого Волокитина, и подписывался с зтой целью Н. И. Волокитин 1-й, однако успеха эта уловка не имела.
В 1866―1867 гг. Волокитин ― фактический редактор газеты «Петербургский комиссионер», в 1868 году её преемницы ― еженедельной газеты «Петербург», помещал там статьи, фельетоны и рассказы о жизни городских низов («Грустный конец», 1867; «Падшие», 1867; «Швея» и другие). В 1867 году под псевдонимом Летописец XIX века выпустил памфлет «Литературная ярмарка», где высмеивал М. Н. Каткова, А. А. Краевского, П. Д. Боборыкина, В. В. Крестовского, Д. Д. Минаева и многих других писателей и журналистов своего времени. В 1868―1869 гг. сотрудничал в качестве публициста и фельетониста в газете «Новое время». Получил широкую известность как создатель (в 1874, совместно с Ю. О. Шрейером) «общества репортёров», обслуживавшего большинство редакций петербургских газет и эксплуатировавшего труд молодых литераторов. Д. Н. Мамин-Сибиряк, входивший в «общество» и  в начале своего творческого пути тесные связи с Волокитиным, сделал его прототипом Молодина в автобиографическом романе «Черты из жизни Пепко». С конца 1880-х ― начала 1890-х гг. Волокитин стал легендарной фигурой в среде журналистов.